# Fiumei úti sírkert
A Fiumei úti sírkert, a közbeszédben Kerepesi úti temető vagy Kerepesi temető, gyakran Fiumei úti temető, korábban Mező Imre úti temető, Budapest és egyben Magyarország egyik legfontosabb temetője. (A temetőt gyakran nevezik Nemzeti sírkertnek, azonban az egy virtuális temetőt takar, amelynek sírjait a Nemzeti Emlékhely és Kegyeleti Bizottság határozza meg, és az ország területén bármely sírhely a része lehet.) Az 1849-ben megnyitott nagy méretű temetőben nyugszik a 19. század második felének és a 20. század első felének számos nevezetes magyar közéleti személyisége (politikusok, tudósok, művészek, egyházi személyek), illetve itt kaptak helyet a korabeli gazdag (gyakran német nemzetiségű) budapesti családok elhunytai is. A temetőt már az 1870-es években dísztemetővé nyilvánították, és nagyrészt ebben a funkciójában működött körülbelül 80 éven át. 1952-ben a kommunista politika az akkor már 100 éves temető felszámolásáról döntött, azonban ebből végül csak egyes falsírboltok elbontása valósult meg, mert 1956-ban zárt és védett temetővé nyilvánították a létesítményt. Az 1990-es évektől ismét zajlanak temetkezések benne. 2013-ban az Országgyűlés védett hellyé nyilvánította, kezelését 2016-tól a Budapesti Temetkezési Intézet helyett a Nemzeti Örökség Intézete látja el. A temető értékét a benne nyugvó nagyságok mellett a 19. század második felének és a századfordulónak művészeti szempontból is különösen igényes – habár napjainkban nem ritkán erősen pusztulásnak indult – sírkövei, szobrai, és több nagy méretű családi mauzóleuma, mauzóleumszerű síremléke növeli. A Fiumei úti sírkert közvetlen szomszédságában helyezkedik el – és csak a Salgótarjáni út felől látogatható – a kissé később megnyitott, de ugyancsak híres halottak nyugvóhelyeként monumentális építészeti emlékekben gazdag Salgótarjáni utcai zsidó temető.

## Fekvése
A sírkert az egykori Kerepesi országút (a mai Kerepesi út nyomvonala) közelében, Budapest VIII. kerületében található, a Fiumei út 16-18. szám alatt. Nyugatról a Fiumei út, délről a Salgótarjáni utca, keletről az Asztalos Sándor utca, északról pedig a 2007-ben átadott Arena Mall határolja. Területe 56 hektár, ebből 25 hektár parkosított. A sírkert bejárata a Fiumei út mentén található, mértani középpontja pedig Antall József sírhelye közelében van. Megközelíthető a 24-es, a 28-as, a 28A, a 37-es, a 37A és a 62-es villamosokkal, továbbá mindenszentek környékén a 28B jelzésű rendkívüli villamosjárattal is. A temetőbe gépkocsival is be lehet hajtani, s kerékpárral a sírkert egész területén lehet közlekedni.

## Térképe

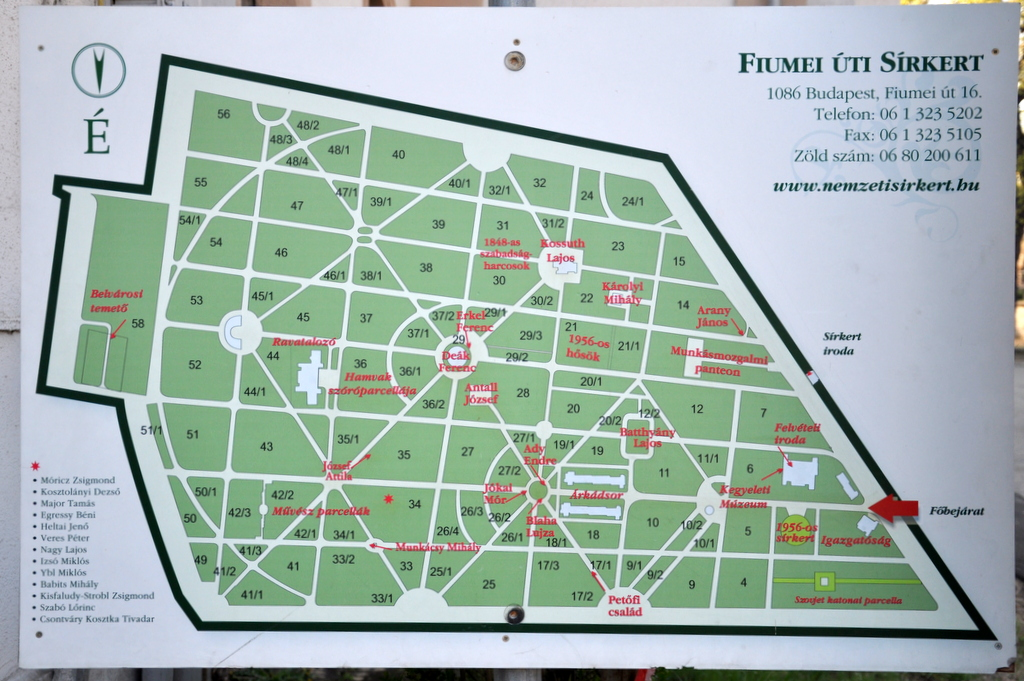
A temető térképe a bejáratnál található táblán

## Részei

### Temetkezésre használt területek
- Magyar Nemzeti Panteon
- Munkásmozgalmi Panteon
- az 1848-49-es szabadságharcok sírkertje
- Magyar Tudományos Akadémia sírkertje
- Művészparcellák
- árkádsorok
- az 1956-os forradalom és szabadságharc hőseinek sírkertje
- Szovjet katonai parcella
- Belvárosi temető
- mauzóleumok
- falsírboltok
- szóróparcella
- egyéb parcellák

### Egyéb épületek
- Krisztus Urunk mennybemenetele kápolna
- Mihály arkangyal Kápolna – Szovjet parcella kápolnája
- A Fiumei úti sírkert ravatalozója és boncterme – épült 1880-ban Máltás Hugó tervei szerint[2]
- Kegyeleti Múzeum (Nemzeti Emlékezet Múzeuma)
- Igazgatóság
- Felvételi Iroda
- Jegypénztár (egyben kiadványárusító hely)
- egyéb irodaépületek

## Története

### A temető megnyitása
Az 1840-es évek közepére Pest három fő temetője, a Váci úti (vagy Terézvárosi), a Ferencvárosi és a Józsefvárosi temető már helyhiánnyal küszködött. 1847. június 15-én a magisztrátus a város akkori határában, a kerepesi országút déli oldalán jelölte ki az új temető (Neuer Friedhof vagy Kerepescher Friedhof) helyét a mainál jóval nagyobb, mintegy 130 hektáros területen. A leendő sírkert szomszédságában már volt egy katonai (Militär-Friedhof) és egy régen felhagyott, korábbi temető. A szórványos – főleg ortodox szertartású – temetéseket már ez év júliusában megkezdték, de a hivatalos megnyitó csak két évvel később, 1849. április 1-én, virágvasárnap volt. Az első hivatalos temetési ceremóniát április 12-én rendezték meg.
A pesti polgárok nem fogadták nagy lelkesedéssel az új sírkert megnyitását. Nem csupán az 1848–49-es forradalom és szabadságharc Pestet érintő hadmozdulatai nehezítették meg igénybevételét, de megközelítése sem volt könnyű. A város legutolsó házai épphogy elérték a mai Nagykörút vonalát, a temetőhöz az azon túl elterülő szőlőskerteken át, nehezen járható dűlőutakon lehetett csak eljutni. Jóllehet, állami végtisztességadással itt temették el az április 6-i isaszegi csatában megsebesült, és a pesti Szent Rókus Kórházban elhunyt 11 honvédet, a pesti polgárság továbbra is inkább a túlzsúfolt pesti vagy budai sírkertekbe temetkezett.

### Pest köztemetője

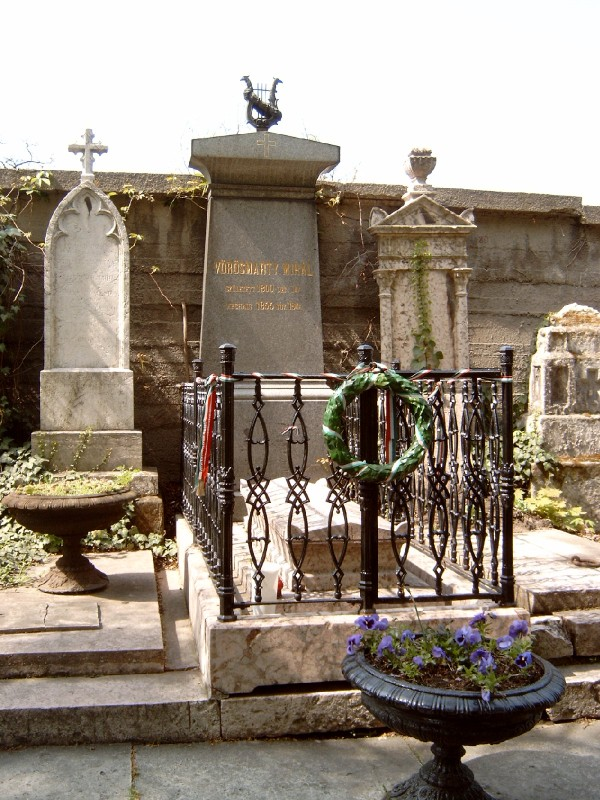
Vörösmarty Mihály sírja (J. 82). A kivitelező a Gerenday-cég volt

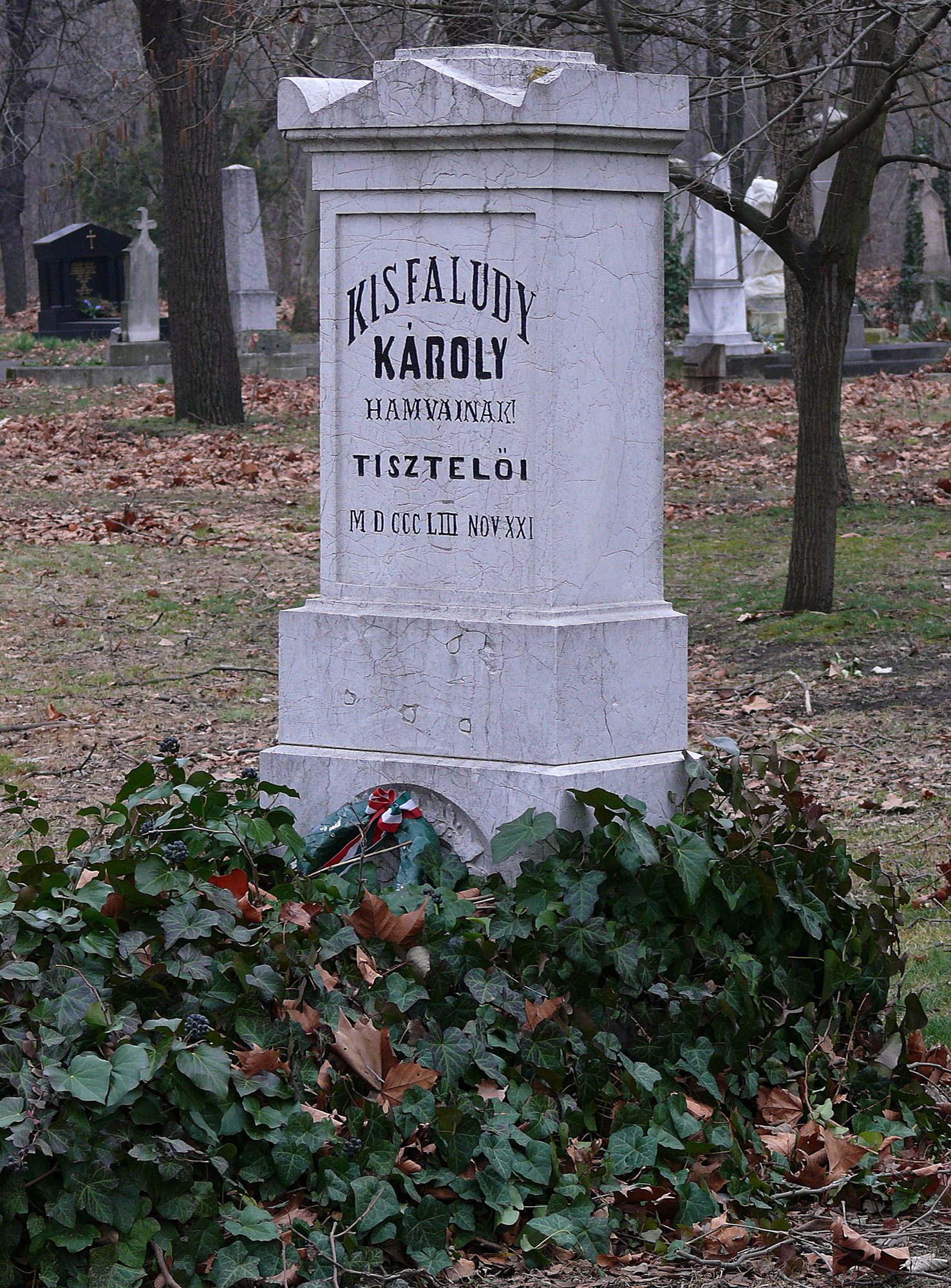
Kisfaludy Károly síremléke (29/2-es parcella)

Az 1850-es évektől azonban mind többen vásároltak családi sírhelyet a Kerepesi úti temetőben. A városvezetés téglafalat emelt a terület köré, s a fal mentén elkészültek a pesti polgárság első, ma is látható sírboltjai. A temetőt felparcellázták, területét beültették fákkal, s határozat született arról is, hogy kiszolgálóépületeket (őrház, csontfülke, kápolna, halottaskamrák) létesítsenek. A temető területe ekkoriban jóval meghaladta mai méretét: hozzávetőlegesen 230 holdat tett ki, keleti határát a mai Asztalos út képezte.
A jeles személyek közül elsőként Vörösmarty Mihályt temették itt el, 1855-ben.
A felszámolás előtt álló Váci úti temető halottait, valamint a Józsefvárosi temető nevezetesebb sírjait átszállították a Kerepesi útiba, 1870-ben pedig Damjanich János özvegyének kezdeményezésére az 1848-as honvédek földi maradványait hozták át a Józsefvárosi temetőből. Az egyik legnevezetesebb újratemetés Kisfaludy Károlyé volt 1859. november 21-én, de botrányoktól sem volt mentes az 1876-ig elhúzódó munka: végleg elkallódtak például Révai Miklós nyelvész (1750–1807), Miller Jakab Ferdinánd történész (1749–1823), Bihari János zeneszerző (1764–1827), Vitkovics Mihály író (1778–1829) és Megyeri Károly színész (1798–1842) földi maradványai.
A sírkert kezelését kiadták egy Hochhalt György nevű halottszállító-vállalkozónak. Az 1850-es évek második felétől egyre több pesti polgár végső nyughelyévé vált a Kerepesi úttól délre fekvő terület, ám a rendszeres gondozás hiánya miatt a városi tanács 1858-ban egy bizottságot hívott életre, mely feladatául kapta a temető ügyének kivizsgálását. Mivel megállapították, hogy a bérlő a sírkert állapotára és a parkosításra nem fordított kellő figyelmet, ezért a városvezetés 1860-ban a jogokat visszavette tőle. A sírkertet június 23-án köztemetővé nyilvánították, egyúttal gondoskodtak a többi pesti temető végleges bezárásáról is.
Gondot jelentett, hogy nem volt papi szolgálat a temetőben, így 1857-ben egy városi rendeletnek köszönhetően épült fel itt a temetőkápolna (Krisztus Urunk mennybemenetele kápolna).
A temető kezelését a város vette át, s Walthier G. Antalt bízták meg egy részletes rendezési terv kidolgozásával. Walthier a tervezettel 1865-re készült el, amelyben már helyet kapott a gondolat: dísztemetővé fejleszteni a Kerepesi úti temetőt. A felszámolt pesti temetőkből átszállított „nagy halottak” kitüntetett figyelem és díszes külsőségek között történő újratemetése adta meg a gondolat alapját, emellett a fal melletti sírboltokban nyugodtak már a sírkert fennállásának első évtizedeiben is olyan notabilitások, mint Röck István gyártulajdonos (1775–1850), Vörösmarty Mihály költő (1800–1855), Bajza József költő (1804–1858). Különösen sokat emelkedett a temető presztízse 1860-ban, amikor ide temették el a pesti diákok Habsburg-ellenes tüntetésén halálos sebet kapott joghallgatót, Forinyák Gézát, akinek gyászszertartása nagy tömegeket megmozgató, politikai szimpátiatüntetéssé vált. Az 1860-as évektől a város vezető tisztségviselőinek, a tudományos és a művészvilág nagyjainak, a gazdasági élet prominenseinek döntő többsége itt lelt végső nyughelyre.
Ekkor jelentek meg az első művészi igényű síremlékek, Izsó Miklós, Huszár Adolf, Engel József és mások alkotásai (a későbbi évtizedek sírszobrai között megtalálhatóak Donáth Gyula és Zala György munkái), és ekkor tervezték az esetenként csak jóval később felépült első mauzóleumokat is (például az Ybl Miklós tervei alapján 1872-ben felépült Ganz-mauzóleum). A 19. század második felében, majd egészen az első világháborúig a Gerenday Antal műszobrász, majd utódai által vezetett sírkőcég kapta a legtöbb megrendelést az ide temetkező politikusok, mágnások, tudósok, művészek családjaitól, és nem utolsósorban a polgárságtól: a Gerenday-cég által többnyire Olaszországból beszállított obeliszkek, sírkövek (egyedi és sorozatdarabok egyaránt) gondoskodtak a Kerepesi úti sírkert valóban reprezentatív megjelenéséről.
1868-tól törvény rendelkezett arról, hogy a keresztény felekezetek tagjai vegyesen kötelesek használni a temetőket, ami tulajdonképpen bevezette és törvényesítette a városi sírkertek köztemető-jellegét. A hatóságok már a Kerepesi úti temető megnyitásakor célként tűzték ki ezt. A valóságban csak a görögkeleti vallású szerbek, görögök és románok rendelkeztek elkülönített területtel az 5. parcellában, valamint a bal oldali kriptasor egyik részén. Ugyan 1885-ben ezt megszüntették, ám mind a mai napig meghatározza a falsírboltok elhelyezkedését.
1874-ben – noha rendelet írta elő, hogy a köztemetőben a felekezetek nem temetkezhetnek egymástól elkülönülve – leválasztottak és fallal elkerítettek egy 4,8 hektáros részt a sírkert területéből, és megnyitották a Salgótarjáni Utcai Zsidó Temetőt, amely a Váci úti és a Lehel utcai izraelita temetőt volt hivatott tehermentesíteni. A terület azonban hamar megtelt sírokkal, és a második világháború után már csak elvétve került sor temetési szertartásra, addig azonban a pesti zsidóság legprominensebb alakjait temették ide, ezek: Wahrmann Mór politikus (1832–1892), Wodianer Fülöp könyvkiadó (1820–1899), Kaufmann Dávid vallásfilozófus (1852–1899), Weiss Manfréd gyáriparos (1857–1922), Fényes Adolf festőművész (1867–1945) és mások.

### A nemzet dísztemetője

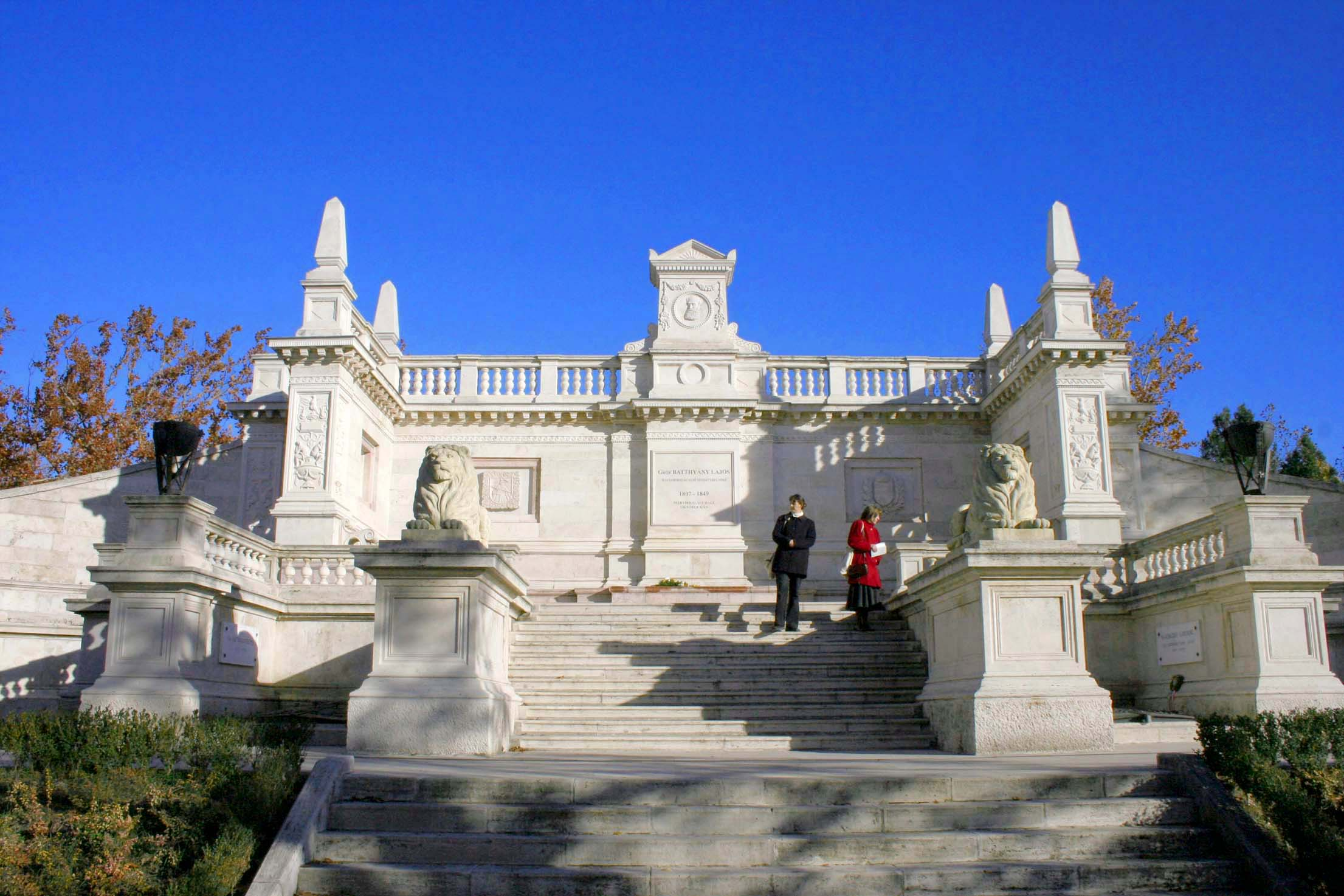
Batthyány Lajos gróf mauzóleuma a felújítás után

Az 1867-es kiegyezést követően fordulat állt be a Kerepesi úti temető történetében, amely a sírkert tényleges nemzeti panteonná válásához vezetett. A szabadságharc áldozatait és a Bach-korszak önkényének vértanúit csak ezt követően lehetett jeltelen sírjaikból kiemelni, és méltó keretek között nyugalomra helyezni. Az 1861-es évtől kezdődően vannak névmutatók és feljegyzések a temetésekről. Több kisebb jelentőségű újratemetést követően 1870. június 9-én került sor az első felelős magyar kormány 1849-ben kivégzett vezetője, gróf Batthyány Lajos (miniszterelnök) temetési szertartására (mauzóleuma Schickedanz Albert tervei alapján 1874-re készült el).
1874-ben külön parcellát nyitottak azoknak, akik nem kaphattak egyházi temetést, többek között az öngyilkosok és kivégzettek számára.
Addigra a temető végleges (lényegében ma is fennálló) parcellaszerkezete kialakult, s a terület parkosítása is előrehaladott állapotban volt. Emellett azzal az aktussal, hogy a nemzeti kánonban a „legdrágább halottként” tisztelt Batthyány hamvait itt helyezték végső nyugalomra, elhárult minden akadály, és egyenesen hazafiúi kötelesség volt a Kerepesi úti sírkert nemzeti panteonná nyilvánítását sürgetni minden fórum előtt. Ezt 1871-ben Feszl Frigyes meg is tette, s azt javasolta, hogy a párizsi Père-Lachaise temető mintájára szűnjön meg a sírkert köztemetői jellege, s csak a nemzet nagyjai, a kimagasló eredményeket elért honfiak és honleányok (illetve családtagjaik) temetkezhessenek ide.

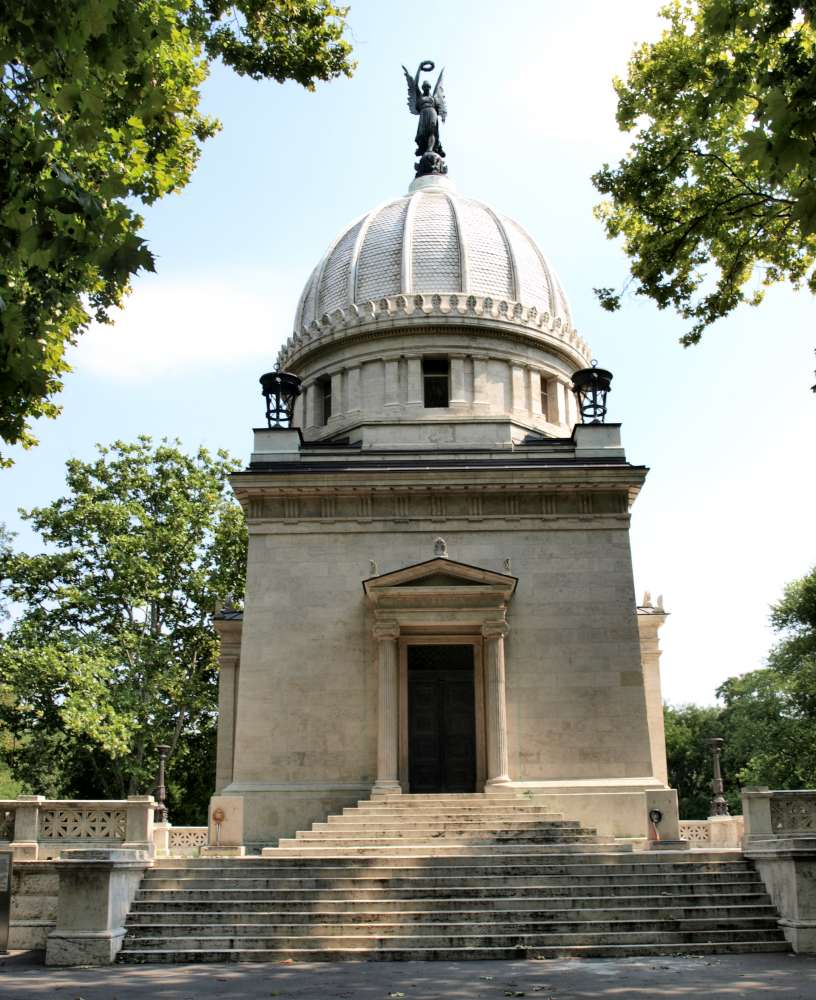
Deák Ferenc mauzóleuma (Alkotói: Gerster Kálmán az építészi, Kiss György a szobrászi, Róth Miksa, Székely Bertalan a mozaikmunkák)

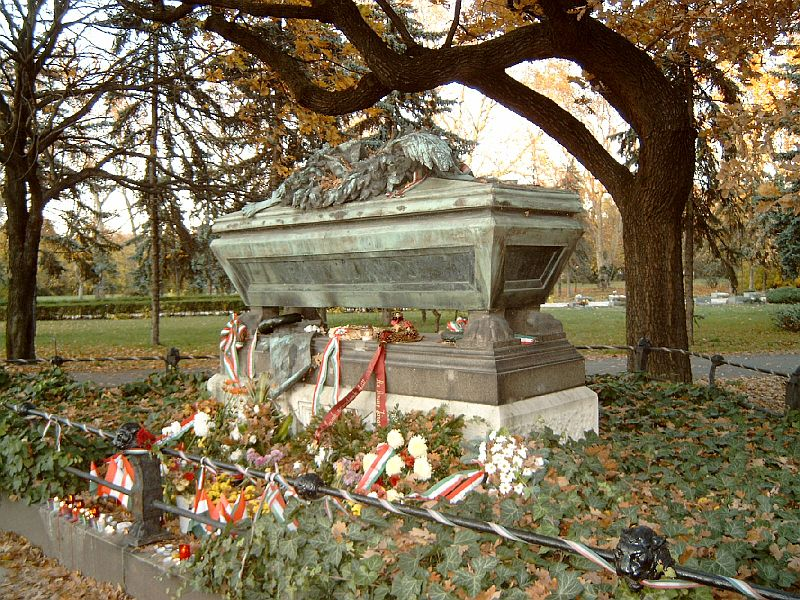
Arany János és Arany László síremléke (14-es parcella). Kivitelezők: Kauser-cég, Strozzi-cég, szobrász: Strobl Alajos, építész: Kallina Mór

Nem volt a gondolat minden előzmény nélküli, 1841-ben Kelet népe c. munkájában már gróf Széchenyi István is felvetette egy „Nemzeti Pantheon” kialakításának szükségességét valahol a budai hegyek területén, de láttuk azt is, hogy a Kerepesi úti temető történetét a kezdetektől fogva meghatározta egy ebbe az irányba mutató törekvés. A döntés azonban lassan született meg, s az sem gyorsította fel, hogy 1876. február 3-án itt temették el a nemzet másik nagy alakját, a haza bölcsét, Deák Ferencet. Mauzóleumát Gerster Kálmán tervezte, s csak 1884–1887 között épült fel, de évtizedekig – a Kossuth-mauzóleum 1903. évi elkészültéig – ez volt a sírkert szimbolikus középpontja, a környező parcellák pedig a legkelendőbb, s egyszersmind a legköltségesebb díszsírhelyeknek adtak helyet. Az ezt követően eltelt évek temetkezési gyakorlata azt bizonyította, hogy – ha hivatalosan nem is, de a köztudatban – a Kerepesi úti temető a nemzet panteonja: az 1870–80-as években az élők sorából távozott nagyjaink sokaságát temették el itt. Csak a legnevezetesebbek közül néhány: Toldy Ferenc irodalomtörténész (1805–1875), Fogarasi János nyelvész (1801–1878), Szigligeti Ede drámaíró (1814–1878), Arany János költő (1817–1882), Táncsics Mihály író-politikus (1799–1884), Feszl Frigyes építész (1821–1884); hosszas felsorolás helyett a további neveket lásd a „Nevezetes halottak” fejezetben.
A ravatalozó és a boncterem Máltás Hugó tervei alapján készült el, 1880-ban.
Végül a városvezetés 1885-ben érezte elérkezettnek az időt arra, hogy hivatalossá is tegye a sírkert státusát: a fővárosi közgyűlés 880. számú határozata ekkor dísztemetővé nyilvánította, és arról is rendelkeztek, hogy a nehéz anyagi körülmények között élő (és elhunyt) tudósok, művészek számára ingyenes szertartást és díszsírhelyet biztosítsanak. Hogy a város ne maradjon köztemető nélkül, tehermentesítésére 1886 májusában Kőbányán megnyitották a 183 hektáros Új köztemetőt. A Kerepesi úti dísztemetőben értelemszerűen megritkultak a temetések, számuk évenként ötszáz körül mozgott (s ezek nagy része is a már meglévő családi sírboltokat érintette).

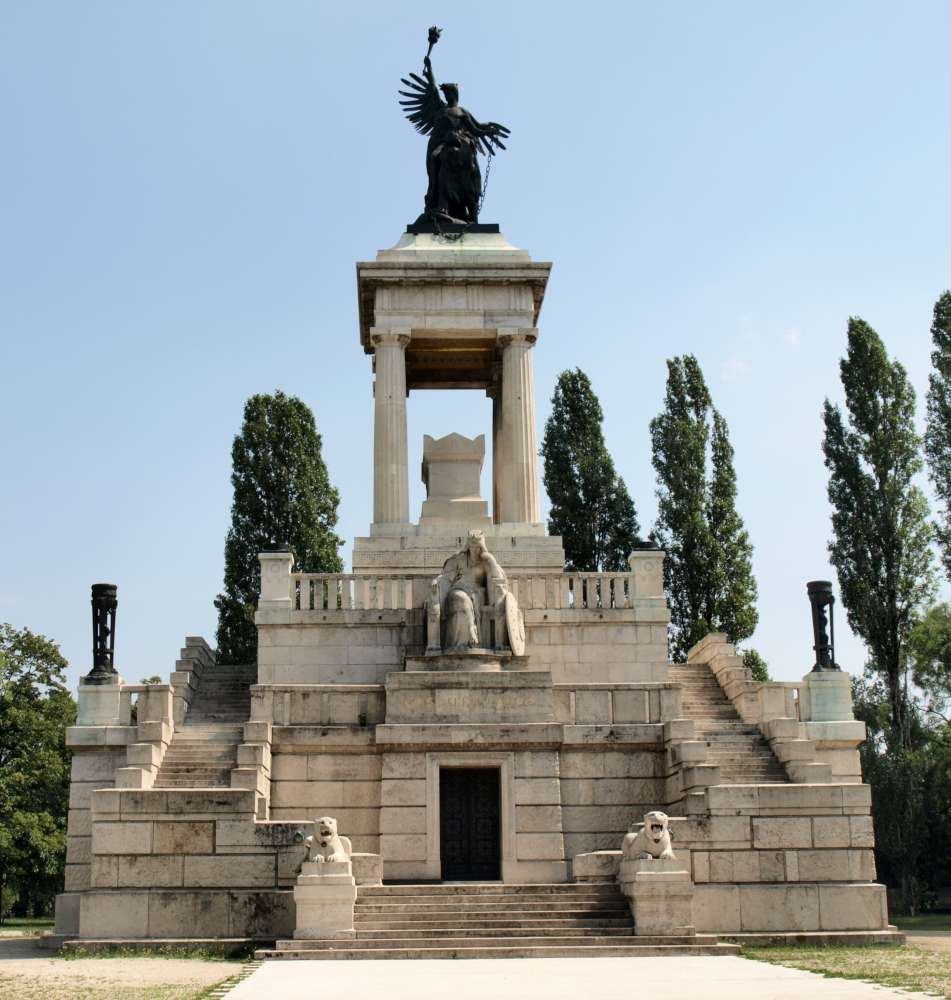
Kossuth Lajos síremléke

1894. április 1-jén került sor minden idők legnagyobb és legjelentősebb magyarországi temetésére, Kossuth Lajoséra. Ideiglenes helyen helyezték nyugalomra, jelenlegi mauzóleumától mintegy 70 méterrel balra, a Deák-mauzóleum felé vezető út mentén. Feleségét és lányát, akiket vele együtt hoztak haza, őelőtte egy nappal, észrevétlenül hantoltatta el a család ugyanazon a helyen. Mivel Ferenc József az állami gyászt megtiltotta, a ceremónián legtöbben csak mint magánemberek lehettek jelen. A főváros szervezésében került sor a szertartásra, Kossuthot mint Budapest hivatalos díszpolgárát temették el. 1900-ban hirdettek pályázatot mauzóleuma megtervezésére. Gerster Kálmán tervezte az épületet, szobrait Strobl Alajos készítette, s 1903 és 1909 között épült fel a temető III. számú kapujával szemben, ahol a 22. és 23. parcellák találkoznak. Ez a mauzóleum jelenleg is Magyarország legnagyobb méretű funerális építménye. 1909. november 25-én temették át ide Kossuth Lajost feleségével, lányával és húgával együtt, 1914-ben melléjük került Kossuth Ferenc, 1923-ban pedig Kossuth Lajos Tivadar, akinek hamvai Olaszországból történő hazahozására 1918-as halálát követően csak ekkor nyílt lehetőség az első világháború körülményei miatt.

### A temető a 20. században
1902-ben átalakítások zajlottak a temetőben, ezek során az 1852 és 1868 között temetkezésre használt parcellák túlnyomó részét felszámolták, számos neves elhunyt került át az Új köztemetőbe. Hild József síremléke is ekkortájt tűnt el.
A temető főútja, mely a főkaputól a 49. és az 50. parcella találkozásáig tart, a Deák- és a Kossuth-mauzóleum környéke és falsírboltok után egy ideig másodlagos szerepet töltött be. A két árkádsor felépítése, ezek környékének és a 10/1. számú parcella jelenlegi formájának kialakulása, valamint az 1920-as évek végén az újabb díszparcellák létesítése után ez a helyzet megváltozott. A két árkádsort 1904 és 1908 között építették, a sírboltjai már 1905-től használatban voltak. Az épületek tervezője Gerle Lajos és Hegedűs Ármin volt, a két-két kupolatér mozaikjait Róth Miksa, Körösfői-Kriesch Aladár, Dudits Andor, Stein János és Vajda Zsigmond alkotta meg.

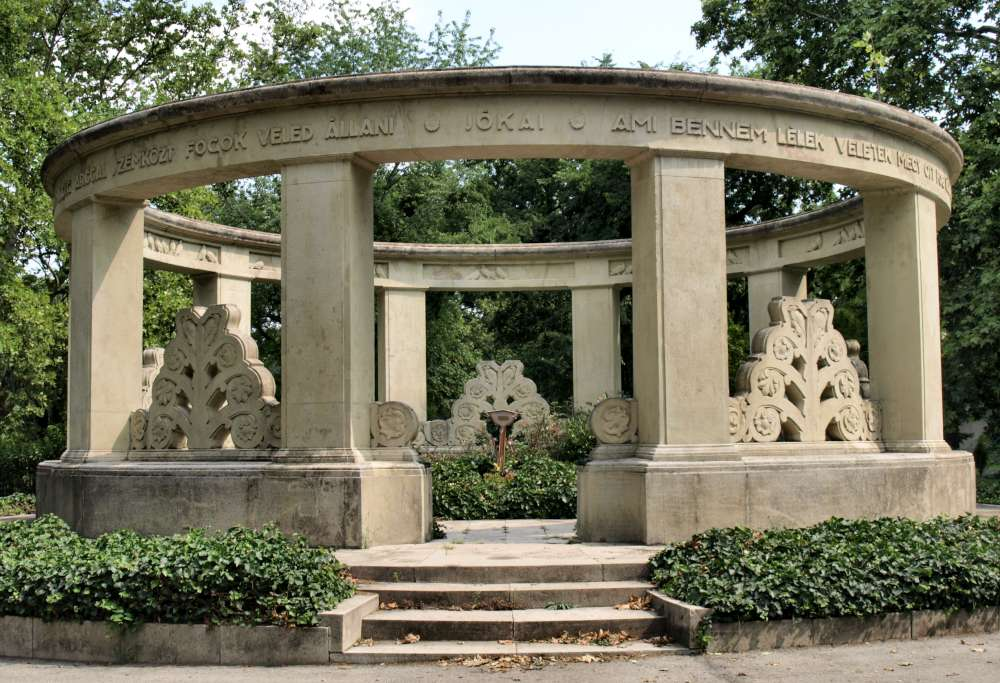
Jókai Mór síremléke (Jókai-körönd)

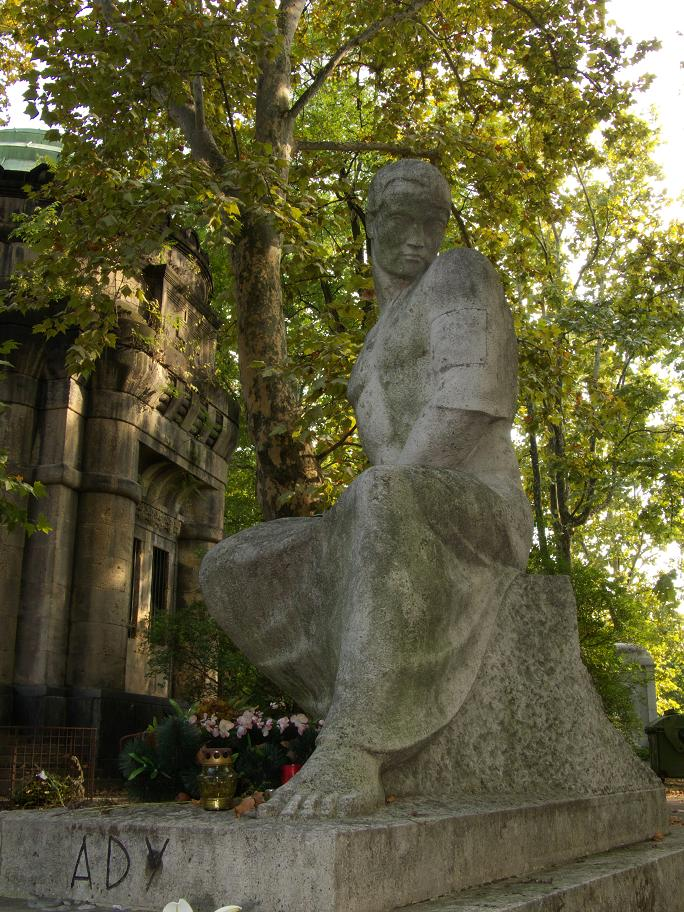
Ady Endre síremléke (Csorba Géza alkotása), 19/1-sziget

1904. május 9-én itt helyezték örök nyugalomra az írófejedelmet, Jókai Mórt. Első fejfáját saját háza kapufélfájából készítették, miképpen azt végrendeletében meghagyta. 1928-ban Kismarty-Lechner Jenő és Füredi Richárd tervei alapján épült köréje impozáns síremlék.
Mindama temetések közül, amelyek az árkádsorok közelében folytak le, 1919 januárjában Ady Endréé volt a legfontosabb. Ekkor csupán két hónapja létezett a magyar köztársaság, mely az ő tiszteletére rendezte az első és egyetlen nagyszabású dísztemetését. Az időpont miatt előkelő helyen, a 19/1-es parcellában helyezték végső nyugalomra, s emiatt később sem kellett a költőt újratemetni. Temetése után Ady sírját csupán egy csónakorrú fejfa jelölte. 1928-ban pályázatot írtak ki egy készítendő síremlékre, amelyet végül Csorba Géza nyert el, az elkészült alkotást 1930-ban avatták fel.
1922-ben újabb terv született a temető rendezésére, melynek megfelelően árkádos sírboltok kerültek volna kialakításra a Kossuth-mauzóleum körüli utakon, amely a következő évtizedek dísztemetéseihez méltó környezetet teremtett volna. Ezt követően öt-hat parcellát fenntartottak volna az 1848 mártírjainak, politikusainak és honvédtisztjeinek áthelyezett sírja részére a mauzóleummal szemben. Az utak szélén árkádokat állítottak volna fel, amelyekben összesen 250 sírbolt kapott volna helyet, ezek azonban nem valósultak meg.

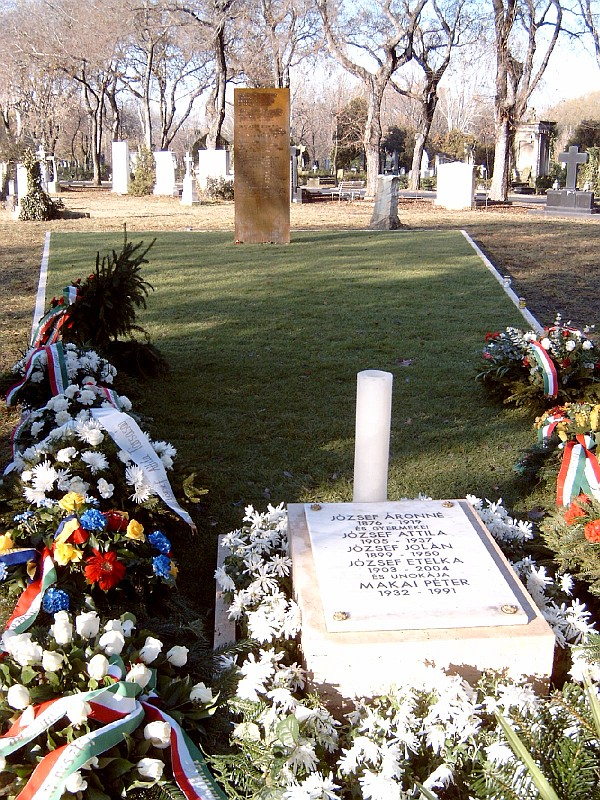
József Attila, édesanyja és családjuk sírja (35-ös parcella)

1913-ban a főváros évenként 3400 koronával járult hozzá a temetőben végső nyugalomra helyezett hírességek sírjának gondozásához. 1915-ben a Kerepesi úti temetőben kijelölhető díszsírhelyek adományozásának módját átszervezték. Díszsírhelyet kaphattak a közélet, az irodalom, a tudomány és a művészetek terén jeleskedő személyiségek, egyszersmind az iskolai főigazgatók, a fővárosi üzemek vezetői, valamint mindama tisztviselők, akik a fővárosnál huzamosabb ideig felelős beosztásban tevékenykedtek, és akik nem voltak alacsonyabb rangban az úgynevezett V. fizetési osztálynál. Más tisztviselők csak Budapest egyéb temetőiben kaphattak ingyenes díszsírhelyet.
A művészparcella kialakítására 1928-ban került sor. A második világháborúban a temető súlyos sérüléseket szenvedett.
1941-re a Kerepesi úti temető megalapítása óta már több mint háromszázezer temetés zajlott le.
1945 januárjában rést robbantott egy szovjet műszaki alakulat a Kerepesi úti temető falán. Január 11-én a Vörös Hadsereg folyamatosan haladt a Fiumei út irányába és egy közelharc alkalmával elfoglalta a temetőt. A következő napon német ellentámadás indult meg, ám csak a temető felét tudták visszafoglalni. A másodszori, végleges elfoglalást követően a szovjetek átmenetileg megtiltották hogy a lakosság belépjen a sírkertbe. Több elesett katonát helyezték itt örök nyugalomra, a szovjet katonai parcellák az egy helyre történő áttemetésük során alakultak ki. A bombázások alkalmával számos sírbolt és síremlék szenvedett súlyos, kijavíthatatlan károkat, egy részük teljesen elpusztult. Az ostromot követően pár napig még mindig a temetőben tartózkodott egy nagyobb létszámú szovjet csapat, akik több sírt is kiraboltak, valamint feldúltak – így a Deák-mauzóleumot is – idejüket a reprezentatívabb síremlékekre történő lövöldözéssel múlatták, főként az emberalakokat vették célba. A mai napig látható ennek az ámokfutásnak a nyoma, majdnem minden parcellában állnak olyan sírok, melyeken golyónyomok fedezhetőek fel.
1946 után fokozatosan megszűnt a köztemetői jelleg, és 1951-ig újfent a neves személyiségek kedvelt temetkezési helyeként működött.
1952-ben már határozatot hoztak arról, hogy megszüntetik a temetőt.
1953-ban a Fiumei út szélesítésének ürügyével 238 bal- és 129 jobb oldali sírbolt felszámolását helyezték kilátásba, ebből végül 200 (más források szerint 170) 1870 és 1920 között épült bal oldalit szüntettek meg. A kizsákmányolóknak tekintett személyek sírjait akarták ezzel eltüntetni, végül pedig a temető teljes eldózerolása és annak helyén lakótelep építése lett volna a cél, ám ez nem valósult meg. A Fővárosi Tanács 608/20. számú rendelete 1956. május 17-én a Kerepesi úti temetőt zárt temetővé és Nemzeti Panteonná nyilvánította. Mindezt ama kikötéssel tette, hogy csupán a híres személyek sírjai maradhatnak meg, a jövőben pedig kizárólag azokat temethetik a sírkertbe, akik a politika, művészet és tudományos élet terén alkottak maradandót (utóbbiak közül is csak a párttagokat).
1956. október 6-án itt került sor Rajk László, rehabilitált kivégzett politikusnak, valamint Szalai András, Pálffy György és Szőnyi Tibor újratemetésére.

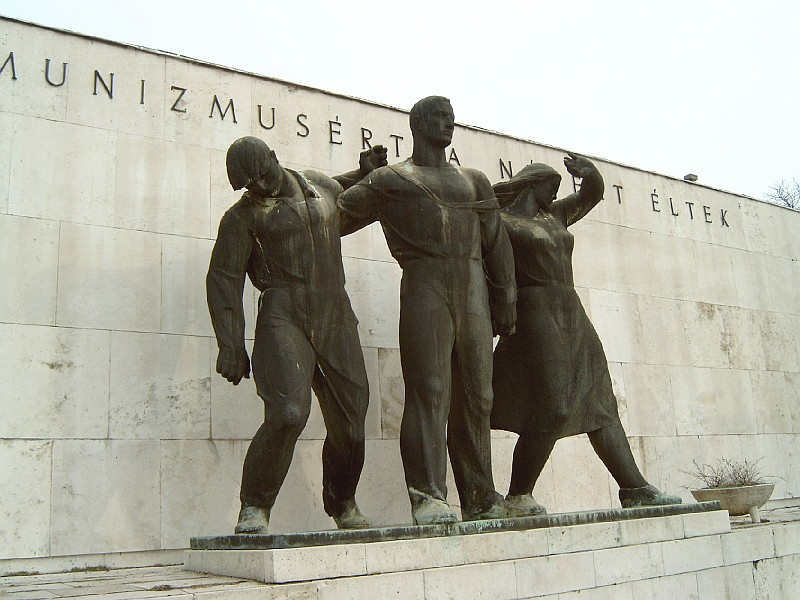
A Munkásmozgalmi Panteon

1958-ra készült el a Munkásmozgalmi Mauzóleum, mely előtt 8 tábla látható, ezek a nyilas különítmények, a fehérterror, a spanyol polgárháború áldozatainak, valamint a más temetőkben és ismeretlen helyen nyugvó halottak neveit sorolják fel. A mauzóleumot Körner József építész tervezte, a szobrok Olcsai-Kiss Zoltán munkái. Az építkezés során több ezer sírt számoltak fel; ezek közül a művészi síremlékek raktárba kerültek, s később eladták őket.
A Fővárosi Tanács 1957-ben a Fiumei út nevét Mező Imre útra változtatta, amit egészen 1990-ig viselt is. Többek között arról is döntöttek, hogy csak különleges engedély birtokában lehet kiadni sírhelyet a panteonná nyilvánított temetőben, illetve hogy semminemű egyházi gyászszertartás nem végezhető a falain belül. Az átalakítás irányításával a fővárost és a Hazafias Népfrontot bízták meg, ezek egyúttal a sírhely-adományozásokról is döntést hoztak. A parcellák túlnyomó részét kiürítésre, a meglévő síremlék-együttesek többségét felszámolásra jelölték ki, egyszersmind a kegyeleti szempontok figyelembe vételére is határozottan figyelmeztettek. A főváros adott utasítást a temető egy újabb rendezési tervének megalkotására. A tervek 1958-ban készültek el, ezek szerint a temető rendezése 1974-re ért volna a végéhez. Írásba adatott, hogy a meglévő parcella-felosztáshoz alkalmazkodni kell, a növényállomány pedig megőrzendő. A falsírboltok fenntartandók, mivel felbecsülhetetlen kultúrtörténeti illetve esztétikai értéket képviselnek, azonban 1976-ban néhányat újfent felszámoltak, hogy a munkásmozgalmi mauzóleumra nyíló kapu kialakításra kerülhessen. A főváros cinikusan felajánlást tett, hogy amennyiben a még le nem járt parcellákból a hozzátartozók máshová helyeztetik át elhunyt szeretteiket, úgy az exhumálás költségeit magára vállalja.
1978-ban vette kezdetét a Magyar Tudományos Akadémia parcellájának kialakítása, ahová 1980-tól kezdve temettek. Az előzőleg kiürített 27. számú parcellában összesen 206 sírhely lett e célból kijelölve.
Az 1991-ben megalakult Nemzeti Panteon Alapítvány szervezte meg a Kossuth-mauzóleum felújítását, melynek munkálatai 1993 augusztusában kezdődtek meg. Az ezt követő években több másik síremlék is megújult.
Az 1997. évi LIV. számú, a hazai műemlékvédelmet szabályozó törvény műemlékké nyilvánította a sírkert teljes területét (a korábban már védelem alatt álló sírokkal együttesen) és egyben fokozott védelem alá is helyezte. Innentől fogva elvileg nem számolható fel egyetlen sír sem a temetőben.
2000-ben nyitották meg a szóróparcellát (36-os), melyet a ravatalozó épülete előtt alakítottak ki.

### Napjainkban

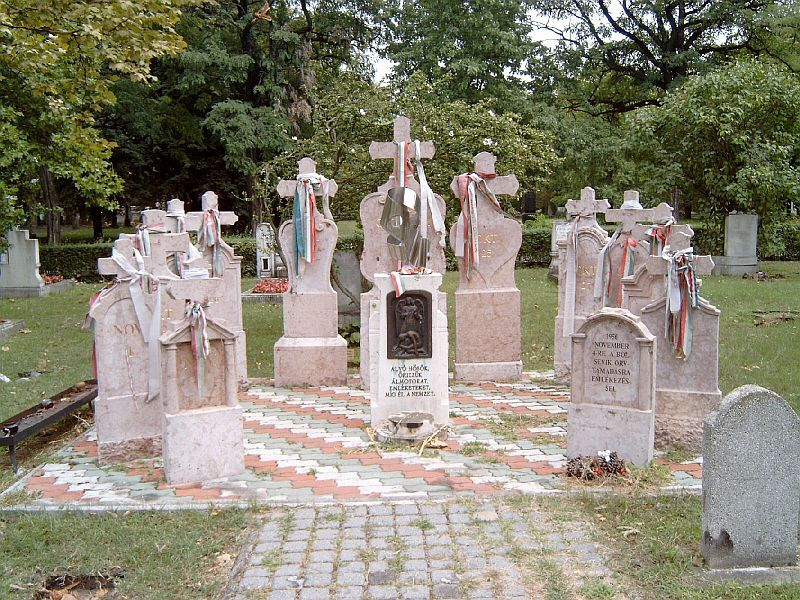
Az 1956-os hősök síremléke: „Alvó hősök, őrizzük álmotokat, emléketeket, míg él a nemzet”

2003. augusztus 14-én 6000 négyzetméteren égő avartűzhöz riasztották a tűzoltókat a Fiumei úti sírkertbe. A bozótos és néhány köbméter összehordott hulladék kapott lángra.
2005-ben indult útnak a kezdeményezés, hogy a Budapesti Temetkezési Intézet a Csend Napja c. kulturális fesztivált minden június egyik napsütéses vasárnapján megrendezze. A korábbi rendezvényeken felléptek többek között: Huzella Péter, a Kaláka együttes, Edvin Marton, Fassang László és St. Martin. A zenei programok mellett helyet kapnak grafikai- és fotókiállítások, valamint óránként temetői séták indulnak idegenvezetéssel.
A sírkert növényritkaságainak köszönhetően rendhagyó biológiai tanóráknak is helyet ad: a legelső alkalommal 37 intézmény legalább 2000 diákja vett részt a programban.

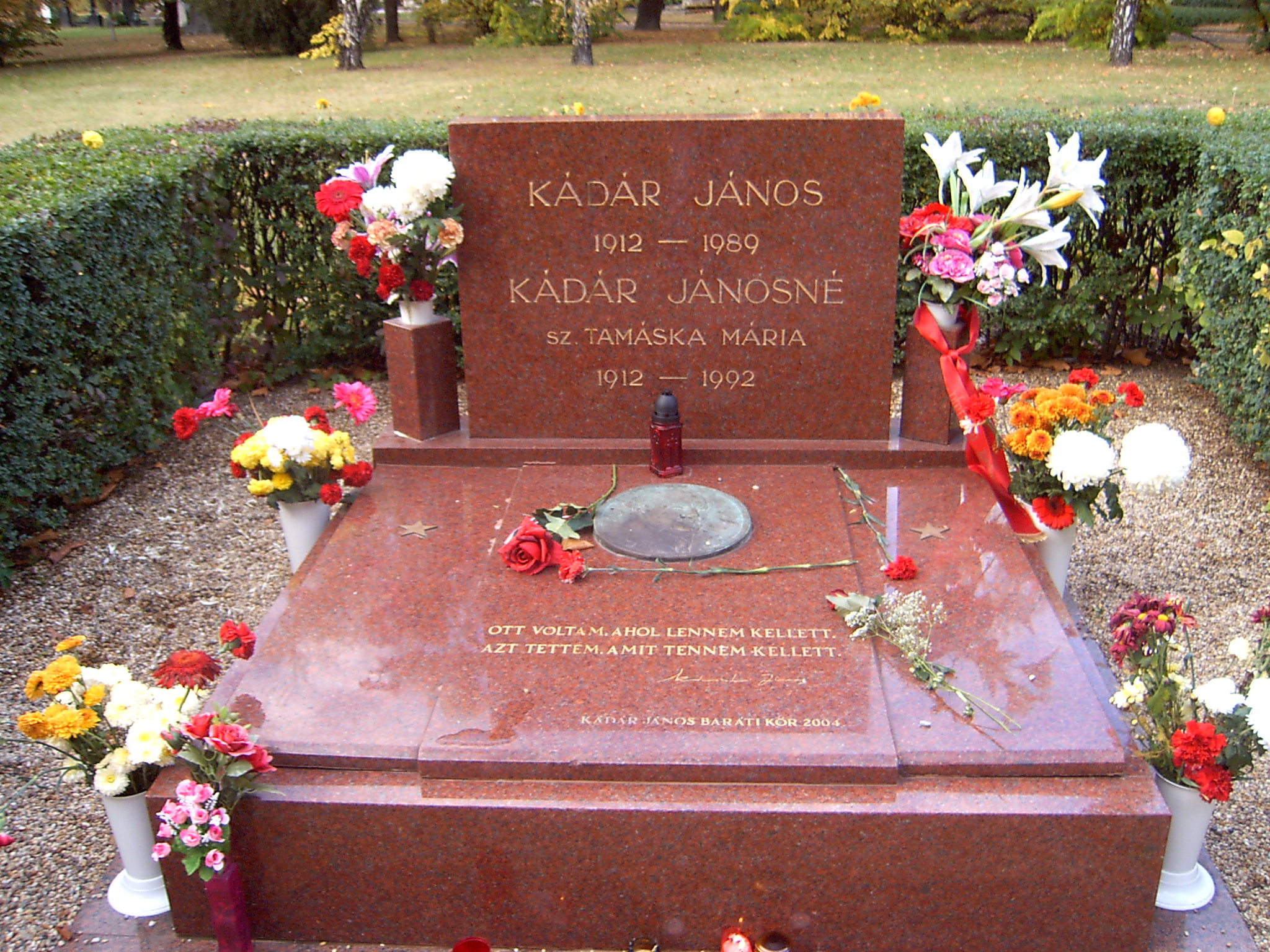
Kádár János és felesége, Tamáska Mária sírja (12-es parcella)

2007. május 2-ára virradóra Kádár János egykori kommunista politikus sírját ismeretlen tettesek megrongálták. Kádár és felesége síremlékének márvány fedlapját leemelték, a földet kihányták, a koporsót felfeszítették és elvitték Kádár csontjainak a medencecsonttól felfelé eső részét a koponyájával együtt és felesége urnáját, amely Kádár koporsóján volt elhelyezve. Feltételezhető, hogy a tettesek többen voltak: először eltávolították a fedlapot, amire a „gyilkosok 56” feliratot fújták rá, utána majdnem 2 méter mélyen kiásták a sírt. A fémkoporsóba a lábhoz közeli részen egy 30×30 centis lyukat vágtak. A koporsó valószínűleg ekkor telt meg földdel, ami nehezítette a csontok keresését. A Munkásmozgalmi Panteonra vélhetően ugyanebben az időben vagy a környékén feketével a következő feliratot festették: „Gyilkos és áruló szent földben nem nyughat. 1956–2006” A felfestett sor idézet a Kárpátia együttes Neveket akarok hallani c. számából. A sírrongálás és a felirat közti kapcsolatot a rendőrség vizsgálta. A parlamenti és parlamenten kívüli pártok is elítélték a kegyeletsértést. A rendőrség tízfős nyomozócsoportot hozott létre az ügyben. A nyomozás azonban eredménytelennek bizonyult, 2007. november 29-én a tettes(ek) kilétének megállapítása nélkül zárták le az ügyet. Az eset után Kádár sírjánál térfigyelő kamerákat állítottak fel, Hagyó Miklós főpolgármester-helyettes pedig bejelentette, hogy a Fiumei úti sírkertben szolgáló éjszakai biztonsági őrség létszámát jelentősen megnövelik.
2010. november 4-én a Politikai Foglyok Országos Szövetsége márványkeresztet állított a temetőben az 1956-os forradalom utcai harcai során elesettek emlékére.
2015 áprilisában ismeretlenek a 43-as parcellában 17 sírt megrongáltak, több márvány sírkövet ledöntöttek, illetve akadt, ahol a sír fedlapját is felszedték és gyújtogattak is. A megrongált síremlékek helyállítását a Budapesti Temetkezési Intézet Zrt. a Fiumei úti sírkert üzemeltetőjeként saját költségén vállalta.
A Fiumei úti sírkertet 2013 decemberében az Országgyűlés a kulturális örökség védelméről szóló törvény módosításával nemzeti emlékhellyé nyilvánította, ezzel Magyarország 17 kiemelt helyszíne közé került. A temető fenntartója és vagyonkezelője 2016-tól a Nemzeti Örökség Intézete lett annak érdekében, hogy felbecsülhetetlen értékei megőrizhetőek legyenek, és továbbra is az emlékezés egyik legfontosabb hazai helyszíne maradhasson.

## Szakirodalom
- Dr. Makoldy Sándor: Magyar panteon. Nemzetünk nagyjainak és kiválóságainak a Kerepesi-temetőben lévő sírjai és síriratai, Szerzői kiadás, Budapest, 1927
- Harsányi Józsefné – Juhászné Bujdosó Mária: Fiumei úti Sírkert (Kerepesi temető), Budapesti Temetkezési Intézet Rt., Budapest, é. n. [1990-es évek?]
- Tóth Vilmos: Fiumei úti sírkert, Nemzeti Emlékhely és Kegyeleti Bizottság, Budapest, 2008, ISBN 978-963-06-4675-8
- Több mint temető. A Fiumei úti sírkert, Nemzeti Örökség Intézete, Budapest, 2017, ISBN 978-615-80441-2-7
- „Nemzeti nagylétünk nagy temetője”. A Fiumei úti sírkert és a Salgótarjáni utcai zsidó temető adattára, Nemzeti Örökség Intézete, Budapest, 2018
- Az Apponyi-hintó. NÖRI-füzetek 1., Nemzeti Örökség Intézete, Budapest,  é. n. [2010-es évek]
- Fiumei úti sírkert. NÖRI-füzetek 2., Nemzeti Örökség Intézete, Budapest,  é. n. [2010-es évek]
- Batthyány-mauzóleum. NÖRI-füzetek 6., Nemzeti Örökség Intézete, Budapest,  é. n. [2010-es évek]
- Deák-mauzóleum. NÖRI-füzetek 7., Nemzeti Örökség Intézete, Budapest,  é. n. [2010-es évek]
- Kossuth-mauzóleum. NÖRI-füzetek 8., Nemzeti Örökség Intézete, Budapest,  é. n. [2010-es évek]
- A Kerepesi Temető, Tarsoly Kiadó, Budapest, 2003, ISBN 963-86222-2-9
- Károsy Pál: A Kerepesi uti temető költészete. Sirversek, sirfeliratok. A Kerepesi-úti temető történetével, Szerzői magánkiadás, Budapest, 1934
- Séták a Fiumei úti sírkertben füzetes sorozata:
  - 1. Szilágyi Rita: Történelmi séta a Fiumei úti sírkertben, Sikerx Bt, Budapest, é. n. [2010-es évek?], ISBN 963-7082-10-7
  - 2. Szilágyi Rita: Zene- és színházművészeti séta a Fiumei úti sírkertben, Sikerx Bt, Budapest, é. n. [2010-es évek?], ISBN 963-7082-11-5
  - 3. Szilágyi Rita: Irodalmi séta a Fiumei úti sírkertben, Sikerx Bt, Budapest, é. n. [2010-es évek?], ISBN 963-7082-12-3
  - 4. Szilágyi Rita: Tudománytörténeti séta a Fiumei úti sírkertben, Sikerx Bt, Budapest, é. n. [2010-es évek?], ISBN 963-7082-13-1
  - 5. Szilágyi Rita: Képzőművészeti séta a Fiumei úti sírkertben, Sikerx Bt, Budapest, é. n. [2010-es évek?], ISBN 963-708-214-x
  - 6. Szilágyi Rita: Műemléki és szoborséta a Fiumei úti sírkertben, Sikerx Bt, Budapest, é. n. [2010-es évek?], ISBN 963-7082-15-8